# 842
842 (DCCCXLII) var ett normalår som började en söndag i den julianska kalendern.

## Händelser

### Februari
- 12 februari – Strasbourg-ederna ingicks i Strasbourg mellan Ludvig den tyske och Karl den skallige.

### Okänt datum
- Kejsardömet Tibet går under.
- Bilddyrkan återställes i Hagia Sofia (Sofiakyrkan] i Konstantinopel.

## Födda
- Li Hanzhi, kinesisk general.
- Yang Fuguang, kinesisk general.

## Avlidna
- Theofilos, kejsare av Bysantinska riket.